# Équipe de Slovénie espoirs de cyclisme sur route
L'équipe de Slovénie espoirs de cyclisme sur route est l'équipe nationale des moins de 23 ans de cyclisme sur route. La sélection représente la Slovénie aux championnats du monde sur route espoirs. Elle participe également aux épreuves espoirs de l'UCI Coupe des Nations U23 qui regroupent des courses d'un jour, par étapes et des championnats de cyclisme continentaux. 

## Sélectionneurs
- 2014- : Martin Hvastija

## Palmarès

### Championnats du monde espoirs
| Édition | Médaille | Coureur         | Épreuve                  |
| ------- | -------- | --------------- | ------------------------ |
| 2004    | Or       | Janez Brajkovič | Contre-la-montre espoirs |
| 2013    | Or       | Matej Mohorič   | Course en ligne espoirs  |

### Coupe des nations espoirs
| Édition | Classement | Victoires | Détail                                                                                             |
| ------- | ---------- | --------- | -------------------------------------------------------------------------------------------------- |
| 2007    | 1re        | 2         | Côte picarde (Simon Špilak), Liège-Bastogne-Liège espoirs (Grega Bole)                             |
| 2008    | 6e         | 1         | Côte picarde (Kristjan Koren)                                                                      |
| 2009    | 5e         |           | |
| 2010    | 1re        | 1         | Tour des Flandres espoirs (Marko Kump)                                                             |
| 2011    | 21e        |           | |
| 2012    | 5e         | 1         | Championnat d'Europe sur route espoirs (Jan Tratnik)                                               |
| 2013    | 9e         |           | |
| 2014    | -          |           | |
| 2015    | 14e        |           | |
| 2016    | 9e         | 1         | Tour des Flandres espoirs (David Per)                                                              |
| 2017    | -          |           | |
| 2018    | 1re        | 3         | Gand-Wevelgem espoirs (Žiga Jerman), Grand Prix Priessnitz spa et Tour de l'Avenir (Tadej Pogačar) |
| 2019    | 13e        |           | |
| 2020    | 11e        |           | |
| 2021    | 15e        |           | |
| 2022    | -          |           | |
| 2023    | 9e         | 1         | Orlen Nations Grand Prix (Gal Glivar)                                                              |
| 2024    | 28e        |           | |

### Championnats d'Europe espoirs
| Édition | Médaille | Coureur         | Épreuve                  |
| ------- | -------- | --------------- | ------------------------ |
| 1998    | Or       | Zoran Klemenčič | Course en ligne espoirs  |
| 2002    | Bronze   | Jure Zrimšek    | Contre-la-montre espoirs |
| 2003    | Argent   | Jure Zrimšek    | Contre-la-montre espoirs |
| 2004    | Argent   | Janez Brajkovič | Contre-la-montre espoirs |
| 2005    | Argent   | Janez Brajkovič | Contre-la-montre espoirs |
| 2012    | Or       | Jan Tratnik     | Course en ligne espoirs  |
| 2018    | Argent   | Izidor Penko    | Contre-la-montre espoirs |